# 81e méridien ouest
En géographie, le 81e méridien ouest est le méridien joignant les points de la surface de la Terre dont la longitude est égale à 81° ouest.

## Géographie

### Dimensions
Comme tous les autres méridiens, la longueur du 81e méridien correspond à une demi-circonférence terrestre, soit 20 003,932 km. Au niveau de l'équateur, il est distant du méridien de Greenwich de 9 017 km,.
Avec le 99e méridien est, il forme un grand cercle passant par les pôles géographiques terrestres.

### Régions traversées
En commençant par le pôle Nord et descendant vers le sud au pôle Sud, Le 81e méridien ouest passe par:
| Coordonnées          | Pays, territoire ou mer | Notes |
| -------------------- | ----------------------- | --- |
| 90° 00′ N, 81° 00′ O | Océan Arctique          | |
| 82° 49′ N, 81° 00′ O | Canada                  | Nunavut — Île Ellesmere |
| 76° 08′ N, 81° 00′ O | Détroit de Jones        | |
| 75° 37′ N, 81° 00′ O | Canada                  | Nunavut — Île Devon |
| 76° 08′ N, 81° 00′ O | Détroit de Lancaster    | |
| 73° 45′ N, 81° 00′ O | Passe Navy board (en)   | Passe juste à l'ouest de l'Île Bylot, Nunavut, Canada (à 73° 36′ N, 80° 53′ O) |
| 73° 13′ N, 81° 00′ O | Canada                  | Nunavut — Île de Baffin |
| 69° 45′ N, 81° 00′ O | Bassin de Foxe          | Passe juste à l'est de la Péninsule de Melville, Nunavut, Canada (à 69° 05′ N, 81° 13′ O) |
| 65° 30′ N, 81° 00′ O | Canal Foxe (en)         | |
| 63° 59′ N, 81° 00′ O | Canada                  | Nunavut — Péninsule Bell (en), Île Southampton |
| 63° 26′ N, 81° 00′ O | Baie de Hudson          | |
| 54° 50′ N, 81° 00′ O | Baie de James           | |
| 56° 07′ N, 81° 00′ O | Canada                  | Nunavut — Île Akimiski |
| 52° 44′ N, 81° 00′ O | Baie de James           | |
| 52° 01′ N, 81° 00′ O | Canada                  | Ontario — Passe par Baie Georgienne, Lac Huron |
| 42° 39′ N, 81° 00′ O | Lac Erie                | |
| 41° 51′ N, 81° 00′ O | États-Unis              | Ohio Virginie Occidentale — à partir de 39° 34′ N, 81° 00′ O Virginia — à partir de 37° 18′ N, 81° 00′ O Caroline du Nord — à partir de 36° 33′ N, 81° 00′ O Caroline du Sud — à partir de 35° 04′ N, 81° 00′ O, passe par Columbia (à 34° 00′ N, 81° 00′ O) Géorgie — à partir de 32° 05′ N, 81° 00′ O |
| 31° 51′ N, 81° 00′ O | Océan Atlantique        | |
| 29° 12′ N, 81° 00′ O | États-Unis              | Floride |
| 25° 07′ N, 81° 00′ O | Baie de Floride         | |
| 24° 44′ N, 81° 00′ O | États-Unis              | Floride — Key Vaca |
| 24° 43′ N, 81° 00′ O | Océan Atlantique        | Détroit de Floride |
| 23° 06′ N, 81° 00′ O | Cuba                    | |
| 22° 03′ N, 81° 00′ O | Mer des Caraïbes        | Passe juste à l'est de l'île de Grand Cayman, Îles Caïmans (à 19° 20′ N, 81° 05′ O) |
| 8° 50′ N, 81° 00′ O  | Panama                  | |
| 7° 37′ N, 81° 00′ O  | Océan Pacifique         | |
| 2° 11′ S, 81° 00′ O  | Équateur                | Sur environ 1 km à côté de la ville de Salinas |
| 2° 12′ S, 81° 00′ O  | Océan Pacifique         | Golfe de Guayaquil |
| 4° 01′ S, 81° 00′ O  | Pérou                   | |
| 5° 23′ S, 81° 00′ O  | Océan Pacifique         | |
| 5° 50′ S, 81° 00′ O  | Pérou                   | |
| 6° 08′ S, 81° 00′ O  | Océan Pacifique         | Passe juste à l'ouest de l'Île Alejandro Selkirk, Chili (à 33° 44′ S, 80° 47′ O) |
| 60° 00′ S, 81° 00′ O | Océan Austral           | |
| 73° 16′ S, 81° 00′ O | Antarctique             | Liste des territoires revendiqués par le Chili |